# Sunet (fonetică)
În fonetică, un sunet este un fenomen acustic (vezi articolul Sunet) articulat, adică pronunțat deslușit prin mișcarea organelor care îl emit în limbajul uman, și este receptat în procesul de comunicare ca cel mai mic segment discret perceptibil al fluxului vorbirii.
Sunetele se deosebesc prin sensul aerului respirat (expirat sau inspirat) și prin diversele mișcări ale organelor vorbirii, factori ce pot varia și în funcție de limba considerată. O parte din sunete au ca sursă vibrații complexe ale aerului expirat (sunete numite „egresive”) provenind direct din plămân. Aceste vibrații sunt produse de coardele vocale, rezultatul lor fiind o undă sonoră care are mai multe componente, o undă fundamentală și altele secundare.
Vibrațiile periodice sau cvasiperiodice produc sunete numite „vocale”. Unda fundamentală care le reprezintă este însoțită de un număr de unde secundare armonice, caracterizate prin frecvențe multipli ai frecvenței undei fundamentale.
Vibrațiile aperiodice sunt proprii sunetelor numite „consoane”. În cazul acestora, între frecvența undei fundamentale și a celor secundare nu există niciun raport. Din punct de vedere fizic, consoanele sunt zgomote. În afara consoanelor produse prin flux pulmonar, în unele limbi sunt și unele la producerea cărora nu participă aerul expirat provenind direct din plămân. O parte din ele sunt produse prin controlul mișcării aerului prin închiderea și deschiderea glotei, mișcare numită flux glotal. Aceste consoane sunt de două feluri. Unele, numite „explozive”, sunt în același timp egresive. Celelalte sunt numite „implozive”, fiind totodată „ingresive”, adică produse de aerul inspirat. Altă categorie de consoane sunt clicurile, produse în gură (flux bucal), fără ca participarea respirației să fie necesară.

## Caracteristici fizice ale sunetelor
Una din trăsăturile fizice ale sunetelor este înălțimea, determinată de frecvența vibrațiilor, dependentă de gradul de contracție a coardelor vocale. Sunetele cu frecvență ridicată sunt acute (numite și „înalte”), de exemplu [i], iar cele cu frecvență scăzută sunt grave (numite și „joase”), de pildă [u].
Altă caracteristică a sunetelor este intensitatea, dată de amplitudinea vibrațiilor, dependentă de volumul rezonatorului bucal (al gurii), modificat prin mișcările mandibulei și ale limbii. Sunetele sunt cu atât mai puternice, respectiv mai slabe, cu cât amplitudinea vibrațiilor este mai mare, respectiv mai redusă.
O a treia trăsătură a sunetelor este durata sau cantitatea lor, determinată de timpul de vibrație a coardelor vocale, ceea ce permite distincția între sunete lungi și scurte.
În fine, sunetele se caracterizează prin timbru, determinat de forma vibrațiilor. Aceasta depinde de natura rezonatorului (cavitatea bucală sau nazală) și, în cazul cavității bucale, de forma acesteia. Se disting sunete cu timbru oral și cu timbru nazal, precum și vocale cu timbru deschis și timbru închis.

## Sunet și fonem
Sunetele vorbirii se caracterizează printr-o mare diversitate a realizării lor. Aceasta depinde de contextul fonetic, de condițiile generale de emitere și de vorbitor; chiar și același le pronunță diferit de la o dată la alta. Cu toate acestea, vorbitorii unei limbi date fac abstracție de trăsăturile fonice care nu au importanță în acea limbă. Aceste diferențe sunt obiective, măsurabile fizic, ceea ce face fonetica.
Vorbitorii percep ca diferite numai sunetele ce diferențiază sensuri lexicale și gramaticale. Un asemenea sunet constituie o unitate lingvistică abstractă ce reprezintă toate realizările sale concrete, variantele sale fonice care nu disting sensuri. O astfel de unitate este studiată nu de fonetică, ci de fonologie, cu denumirea de „fonem”. În fonologie, sunetele care sunt variante ale unui fonem se numesc „alofone”. În lucrările de lingvistică, fonemele sunt distinse de alofone prin punerea semnelor celor dintâi între bare oblice, semnele celor din urmă fiind puse în paranteză dreaptă.
În limba engleză, de exemplu, consoanele scrise cu literele p, t și k sunt aspirate într-un context fonetic precum inițiala de cuvânt, realizându-se astfel în cuvinte precum pin [pʰɪn] „ac cu gămălie”, tin [tʰɪn] „staniu” sau kin [kʰɪn] „rubedenie”, dar urmând după /s/ nu sunt aspirate, ex. spin [spɪn] „a învârti”, sting [stɪŋ] „a înțepa”, skin [skɪn] „piele”. Aceste variante nu sunt distinse ca diferite de către vorbitori, prin urmare sunetele [pʰ], [p], [tʰ], [t], [kʰ] și [k] sunt alofonele fonemelor /p/, /t/, respectiv /k/.
Un același sunet poate fi fonem într-o limbă și numai alofon în alta. De pildă, în limba hindi, /pʰ/ și /kʰ/ sunt foneme, spre deosebire de engleză. Ca dovadă, unele cuvinte care le conțin se disting prin sens de cuvinte care diferă de primele numai prin prezența lui /p/, respectiv /k/, în loc de /pʰ/ și /kʰ/. Cuvintele care se opun astfel formează așa-numite „perechi minimale” : pāl /paːl/ „a se îngriji de” ↔ phāl /pʰaːl/ „muchie de cuțit”, kān /kaːn/ „ureche” ↔ khān /kʰaːn/ „mină”.
Nu numai sunetul ce constituie un fonem cu toate caracteristicile sale fonice poate distinge sensuri, ci și numai o anumită trăsătură fonică, fără a ține seama de celelalte. Astfel este în unele limbi cantitatea sunetului, de exemplu în maghiară: örült [ørylt] „s-a bucurat” ↔ őrült [øːrylt] „nebun(ă)” (opoziție de cantitate vocalică), ülő „așezat(ă)” ↔ üllő „nicovală” (opoziție de cantitate consonantică).